# Nicolás Ferrer Julve
Nicolás Ferrer y Julve (Mirambel, Teruel, 10 de septiembre de 1839 - Valencia, el día 16 de abril de 1901), renombrado médico español.

## Titulación académica
Médico, al igual que su padre, el Doctor Cipriano Ferrer Villalva (que se destaca en la Primera Guerra Carlista salvando a unos soldados de la Reina, escondidos en Mirambel, de la venganza de El Serrador). Estudió en la Facultad de Medicina de Valencia, de la que fue sucesivamente Profesor clínico (1863), catedrático de Anatomía Quirúrgica, operaciones, apósitos y vendajes, que desempeñó voluntaria y gratuitamente, desde 1872 y Decano el 2 de noviembre de 1889.
Durante los 9 años que ocupó el decanato, introdujo en la Facultad de Medicina grandes mejoras, entre las que merecen destacar las siguientes: Creación de la Biblioteca y del Anfiteatro Operatorio con las condiciones de asepsia que exigen los adelantos modernos, gabinete de Terapéutica, Histología, Electroterapia y de desconocimientos Oftalmoscópicos y Laringoscópicos, formación de colecciones de plantas, adquisición de instrumentos, creación del salón de actos públicos y su decoración, etc.

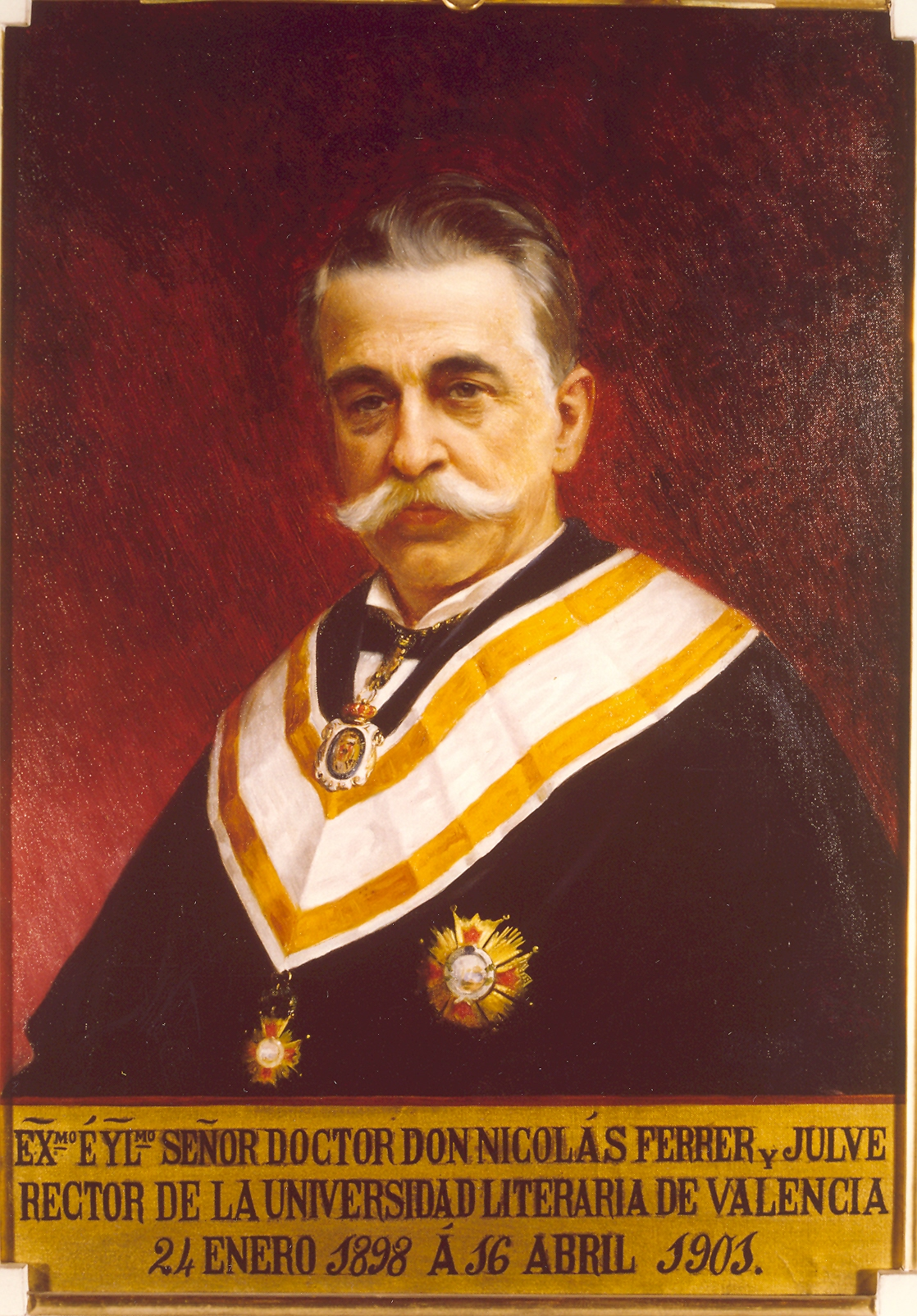
Retrato del Rector Nicolás Ferrer Julve, por el pintor Julio Cebrián Mezquita (1854-1926).

En el año 1862 socio de número del Instituto Médico Valenciano, previa oposición socio de número de la Real Academia de Medicina de Valencia, corresponsal de todas las Academias de Medicina del Reino, socio de mérito de la Asociación Médica Orundense, socio numerario de la de Amigos del País, socio fundador de la Arqueológica Valenciana, socio de la Histológica de Madrid, de la Española de Historia Natural, de la farmacéutica Lusitana de Lisboa, de la Antropológica Española, de la de Agricultura de Valencia, del Consejo Consultivo de la Liga contra la Ignorancia, en 1878 Presidente del Instituto Médico Valenciano, en 1878 Vocal de la Junta de Sanidad Provincial, en 1879 Vocal de la Junta Municipal de Sanidad, en 1886 comendador de la Orden de Isabel la Católica, en 1891 presidente honorario del Congreso Médico Farmacéutico de la Región Valenciana, y en 1896 comendador de número de la Orden de Carlos III.

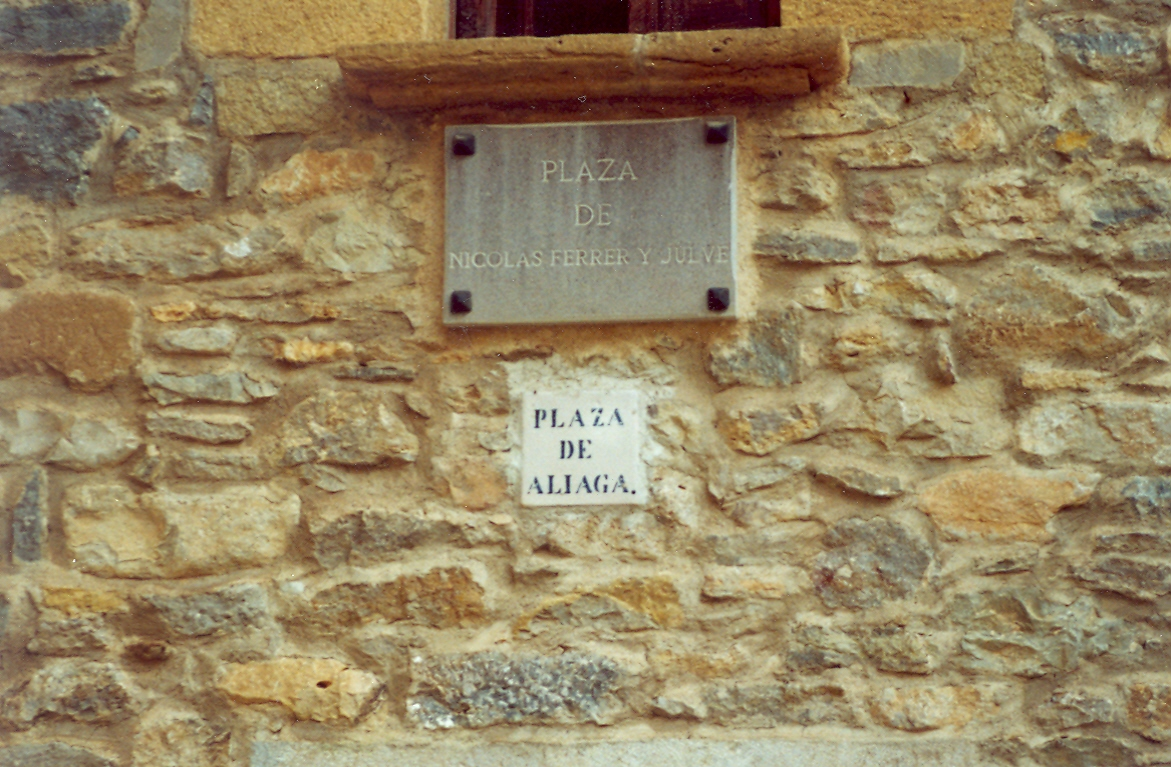
Foto de la fachada de la casa donde nació Nicolás Ferrer Julve, en Mirambel, Teruel, España.

El 31 de diciembre de 1894 fue nombrado vicerrector de la Universidad Literaria de Valencia, cargo que ejerció hasta el 11 de enero de 1898, en que fue nombrado rector del Distrito Universitario de Valencia hasta el día de su fallecimiento, en abril de 1901.
Su actividad médica corresponde casi exclusivamente a la etapa intermedia, ya que su fortuna personal le permitió abandonar el ejercicio profesional durante la Restauración y dedicarse a sus aficiones arqueológicas e históricas, así como a los cargos de Decano y Rector.
Fue Redactor y Director durante varios bienios del Boletín del Instituto Médico Valenciano.
En 1870 descubrió en Mirambel, Teruel, España, enterramientos de la época primitiva con hacha de piedra y en 1876 descubrió la ciudad romana de Lessera, en la Moleta dels Frares, provincia de Castellón, haciendo sobre tal descubrimiento un notable trabajo de estudio.
En 1861 previa oposición pública fue nombrado Médico de entrada del Cuerpo de Sanidad Militar, Ayudante del Cuerpo de Sanidad Militar y Ayudante Médico del Ejército de Ultramar.
Presidente del Consejo de Patronos del Sanatorio de Porta Coeli y su entusiasmo por esta humanitaria empresa lo demostró en todas las ocasiones prestando un valioso apoyo siempre que fue necesario para conseguir su realización tan detallada y completa como pudiera desear el fundador, su colega y amigo del alma, el Excmo. Doctor Francisco Moliner Nicolás; como quedó patente el día del entierro, con una preciosa corona de flores artificiales, en la que se leía la dedicatoria siguiente: "El Dr. Moliner a su maestro y amigo".
Promotor y organizador del 400 aniversario de la fundación de la Universidad de Valencia (primer aniversario que se festejó en una universidad española), que no pudo disfrutar; por morir en el cargo, pocos meses antes la celebración.
Fundador, junto a su suegro, el también catedrático de Medicina, Agustín Morte Gómez, de la Biblioteca Municipal de Jérica, Castellón, España.
La localidad de Mirambel le nombró hijo predilecto de la Villa y le dedicó una de sus plazas principales (la antigua plaza Aliaga, donde se encuentra el palacio del mismo nombre).

## Obras

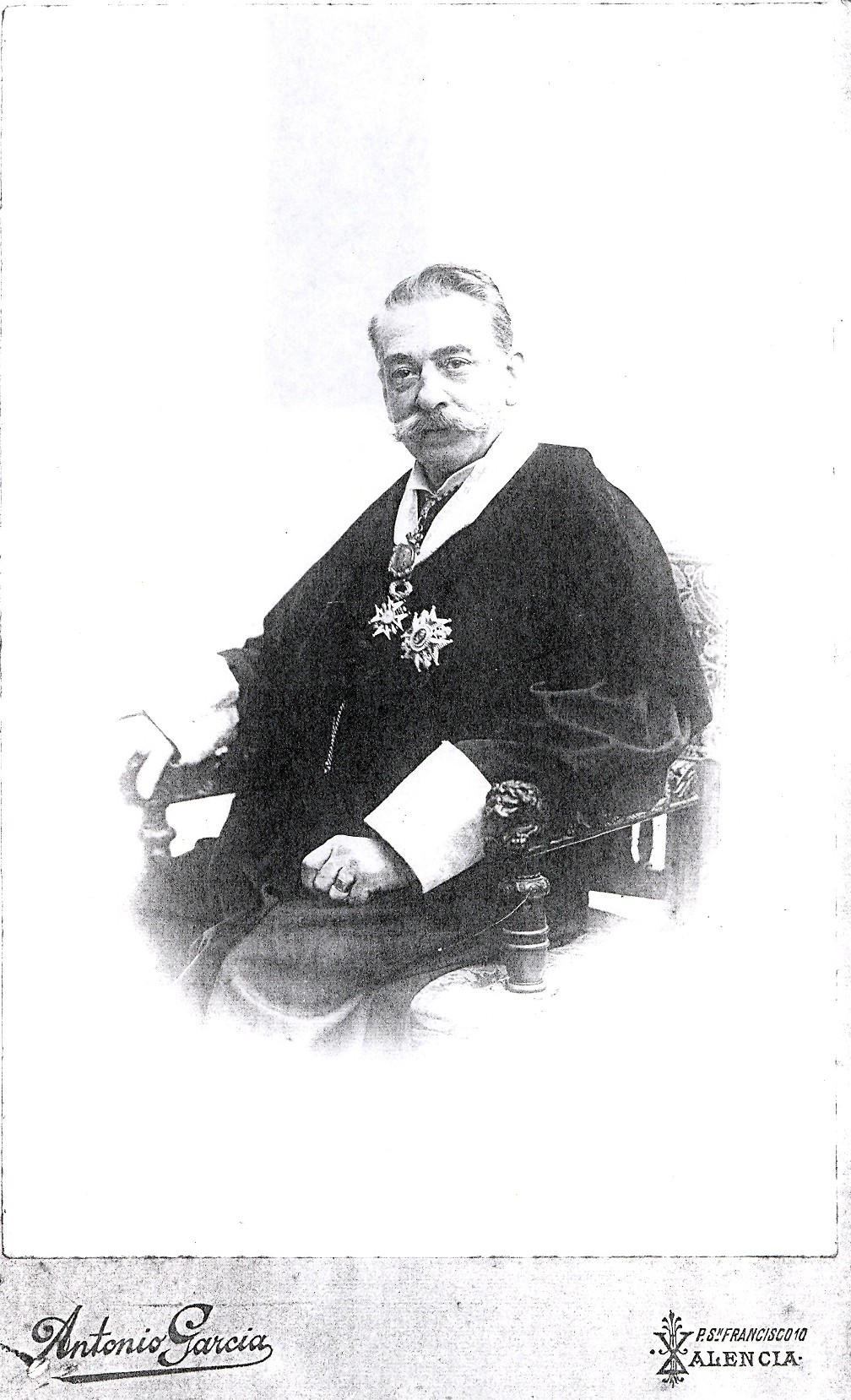
Foto del Rector de la Universidad de Valencia, Dr. Nicolás Ferrer Julve (1898-1901).

- Memoria sobre la Herencia Vital y Orgánica en el Hombre, (1866).
- Compendio de Cirugía Menor o Ministrante: Libro escrito para los Sangradores, (1ª edición 1866).
- Discursos Pronunciados en la Inauguración de las Sesiones de la Academia de Medicina de Valencia en el año 1871.
- Nuevo Compendio de Cirugía Menor, (1874).
- Discurso Pronunciado en la Inauguración de las Sesiones de la Real Academia de Medicina y Cirugía de Valencia el día 2 enero de 1865, (1876).
- Discursos en la Academia de Medicina de Valencia, (1874).
- Discursos Pronunciados en la Inauguración de las Sesiones de la Academia de Medicina de Valencia en el año 1875, (1875).
- Discursos Pronunciados en la Inauguración de las Sesiones de la Real Academia de Medicina y Cirugía de Valencia, (1876).
- Programa de las Lecciones Correspondientes a la Asignatura de Anatomía Quirúrgica, Operaciones, Apósitos Y Vendajes, (1874).
- Lo que eran las hachas de piedra, objetos a que se las destinaba y antigüedad del Hombre, (1877).
- Compendio de Apósitos y Vendajes, (1877).
- Recuerdos de Jérica: Resumen Histórico, Epigráfico e Hidrográfico de esta Villa seguido de un Catálogo de los Hijos Ilustres de la mísma, (1899) reproducido por la Caja de Ahorros y Monte de Piedad de Segorbe en 1980.